# Костерманс, Поль
Поль-Мари-Адольф Костерманс (фр. и нидерл. Paul-Marie-Adolphe Costermans; 2 апреля 1860, Брюссель — 9 марта 1905, Банана, Свободное государство Конго) — бельгийский военный и государственный деятель, колониальный чиновник. Вице-генерал-губернатор Конго (1904—1905).

## Биография
Выпускник Королевского военного училища, в декабре 1880 года стал поручиком артиллерии. 
Служил в бельгийской армии, затем в 1890 году перешёл на службу в вооруженные силы Свободного государства Конго, с 1891 года командовал округом Стэнли-Пул. Служил в колониальной администрации. Во время своего пребывания в Леопольдвиле  развернул бурную деятельность по реализации программы строительства домов и лагерей, снабжению продовольствием постоянно растущего европейского населения. Занимался разведкой внутренних районов Конго, опубликовал интересные отчёты. Правительство признало его заслуги, назначив генеральным комиссаром в июне 1897 года. 
Со временем поднялся по служебной лестнице. С 1904 года до своей смерти в 1905 году занимал должность вице-генерал-губернатор Конго. Время его правления совпало с публикацией изобличающего отчёта о зверствах, совершённых в Свободном государстве Конго.
Покончил с собой, обнаружив слежку.